# Membranipora malaccensis
Membranipora malaccensis är en mossdjursart som beskrevs av d'Orbigny 1853. Membranipora malaccensis ingår i släktet Membranipora och familjen Membraniporidae. Inga underarter finns listade i Catalogue of Life.